# Décennie 1570 en architecture
| Années de l'architecture : 1567 - 1568 - 1569 - 1570 - 1571 - 1572 - 1573    |
| Décennies de l'architecture : 1540 - 1550 - 1560 - 1570 - 1580 - 1590 - 1600 |

Cet article présente les faits marquants de la décennie 1570 en architecture.

## Événements
- 8 janvier 1570 : mort de Philibert Delorme ; Jean Bullant lui succède comme architecte des Tuileries[1].
- Septembre 1570 : la rénovation de l'aqueduc de l'Aqua Virgo à Rome est achevée ; environ 65 000 m3 d'eau par jour approvisionnent la fontaine de Trevi[2].
- 1573 : à la mort de  Vignole, les travaux de la basilique Saint-Pierre et de l'église du Gesù à Rome sont poursuivis par Giacomo della Porta, son disciple[3].

- 1575 : jubilé à Rome. Grégoire XIII réalise une voie rectiligne reliant Sainte-Marie-Majeure au Latran, améliore les liaisons entre Saint-Jean de Latran et Saint-Sébastien, Saint-Jean de Latran et la route des monts Albains[2].
- 31 mai 1578 :  le roi Henri III pose la première pierre du Pont Neuf à Paris, achevé en 1607[4].
- 25 septembre 1578 : Baptiste Androuet du Cerceau devient architecte du Louvre à la suite de la mort de Pierre Lescot[5].

## Réalisations
- 1565/1571-1572 : construction de la Loggia del Capitanio par Andrea Palladio à Vicence[6].
- 1568-1571 : construction de l'Antiquarium de la Résidence de Munich par Wilhelm Egckl (de) ou Egkl[7].
- 1568-1580 : construction de la Longleat House en Angleterre dessinée par Robert Smythson[8].
- 1568-1581 : construction du château de Litomyšl en Bohême[9].
- 1569-1573 : Akbar fait construire en Inde sa nouvelle capitale, Fatehpur-Sikri, près d’Âgrâ. Il trace lui-même le plan de base de la ville, construite en terrasses et tournée vers La Mecque. Elle est abandonnée en 1585, probablement à cause de l’approvisionnement en eau[10],[11].

- 1569-1574 : construction de la mosquée Selimiye (Selimiye Camii) à Edirne dessinée par Sinan pour le sultan Selim II[12]. Ses dimensions dépassent celles de Sainte-Sophie.

- 1570-1575 : construction du palais Barbaran da Porto par Andrea Palladio à Vicence[6].
- 1571 : construction du château de la Cassine par Louis IV de Nevers[13].
- 1571-1577 : construction du pont Mehmed Pacha Sokolović sur la Drina à Višegrad dans l'Empire ottoman, conçu par Sinan[14].
- 1572-1577 : construction de la mosquée Sokollu Mehmet Pacha à Istanbul par Sinan, âgé de 83 ans[12].
- 1572 : Jean Bullant est chargé par la reine Catherine de Médicis de la construction de l'hôtel de Soissons à Paris[15].
- 1572-1580 : construction de la villa Longleat par Robert Smythson[16]. Premier prototype de la villa élisabéthaine en Angleterre.
- 1572-1594 : construction du palais gouvernemental de Carinthie (Landhaus Klagenfurt (de).

- 1573-1575 :  Giacomo della Porta construit la façade de l'église du Gesù à Rome[17].
- 1573-1667 : construction de la cathédrale de Mexico[18].

- 1574 : début de la construction du palais du Quirinal à Rome[19].

- 1575 : début de la construction de la chapelle San Pietru fil-Ktajjen à Mdina à Malte[20].

- 1576 : construction de la pagode du temple Cishou en Chine[21].
- 1576-1579 : construction du château d'Azuchi au Japon pour Oda Nobunaga (détruit en 1582). Kanô Eitoku (1543-1590), son peintre officiel, le décore[22].

- 1576/1577-1580 : construction de l'église du Rédempteur sur l'île de la Giudecca à Venise par Andrea Palladio[6].
- 1576-1584 : l'astronome danois Tycho Brahe construit l'observatoire d'Uraniborg sur l'île de Hven près de Copenhague au Danemark[23].

- 30 décembre 1578 : Ahmed al Mansur fait construire à Marrakech le palais El Badi (fin en 1603)[24].

- 1579 : construction du pignon nord en style Renaissance de la Weser de l'hôtel de ville (Rathaus) de Celle en Allemagne (Basse-Saxe)[25].

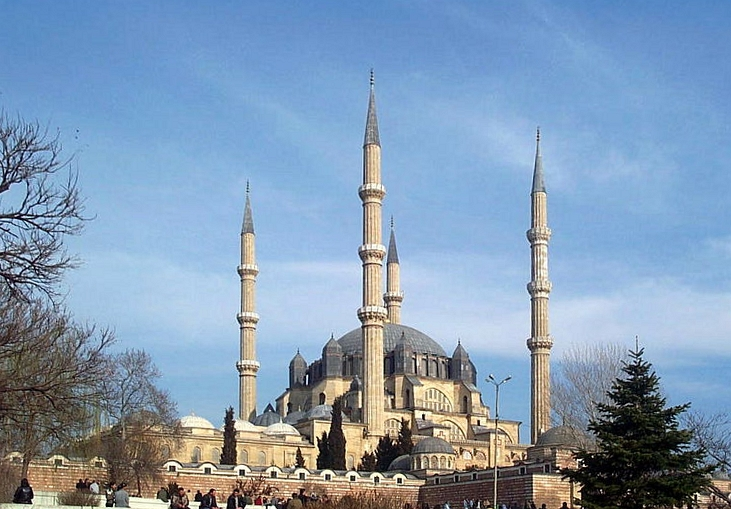
La mosquée Selimiye à Edirne.
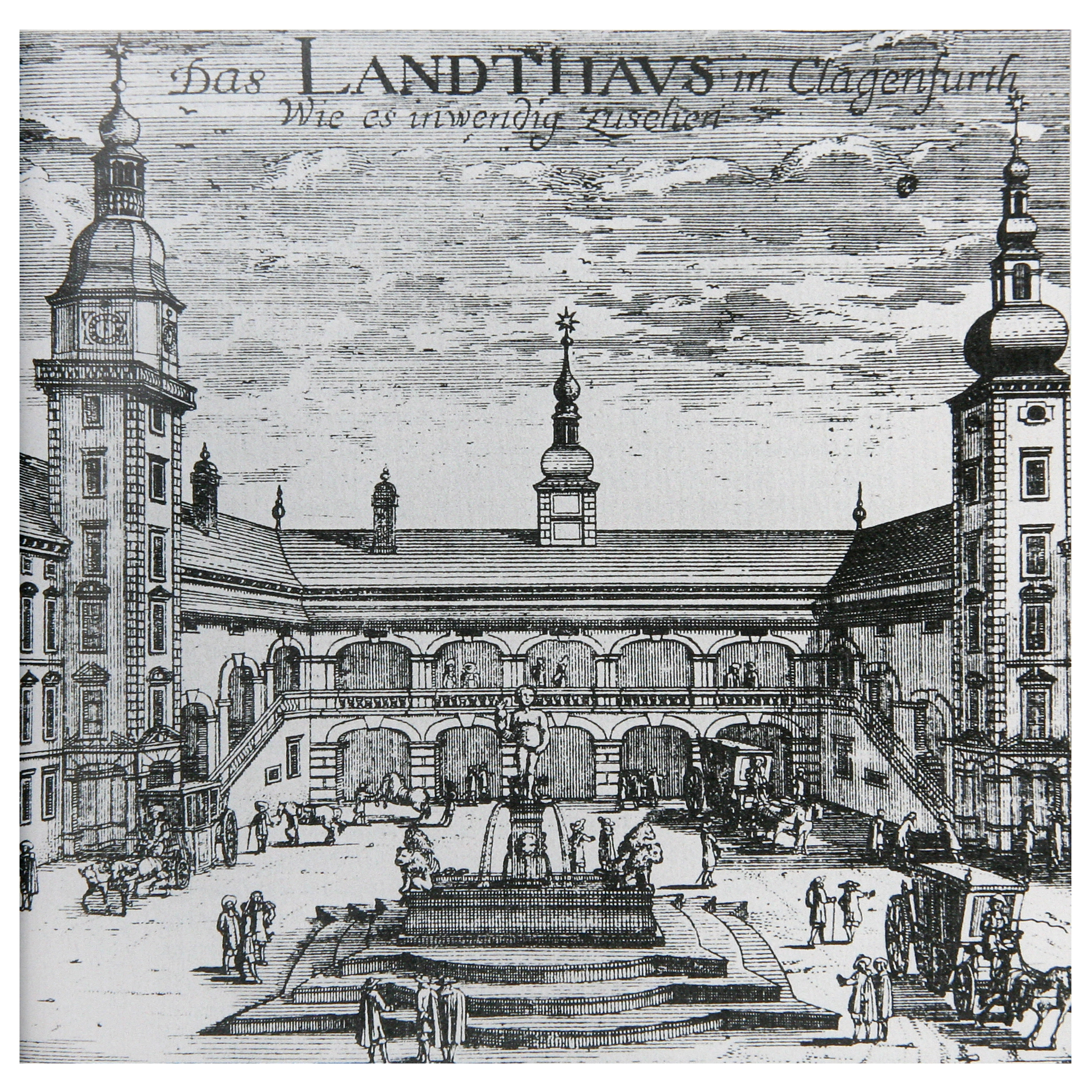
palais gouvernemental de Carinthie à Klagenfurt, gravure de 1688.
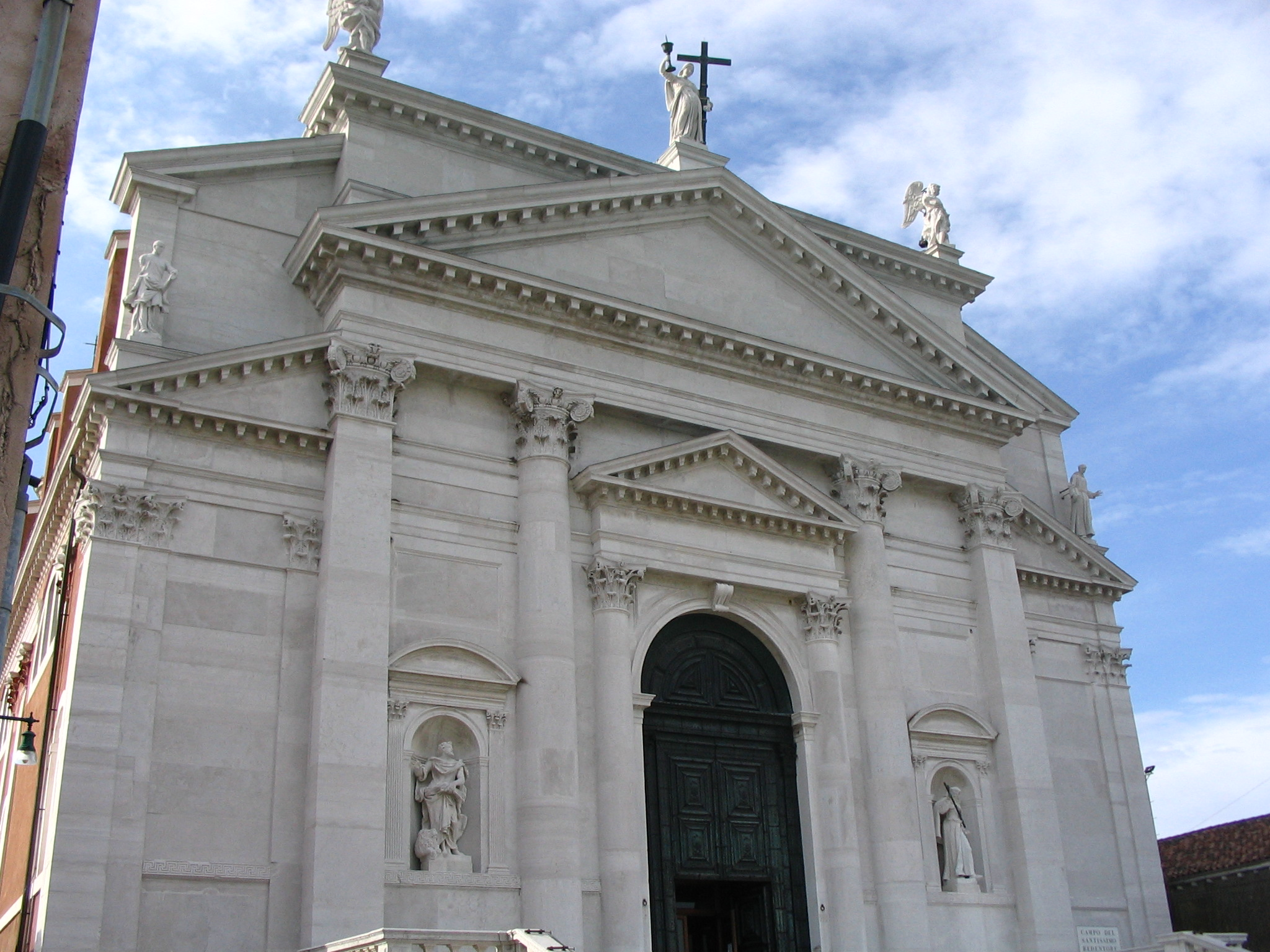
Église du Rédempteur
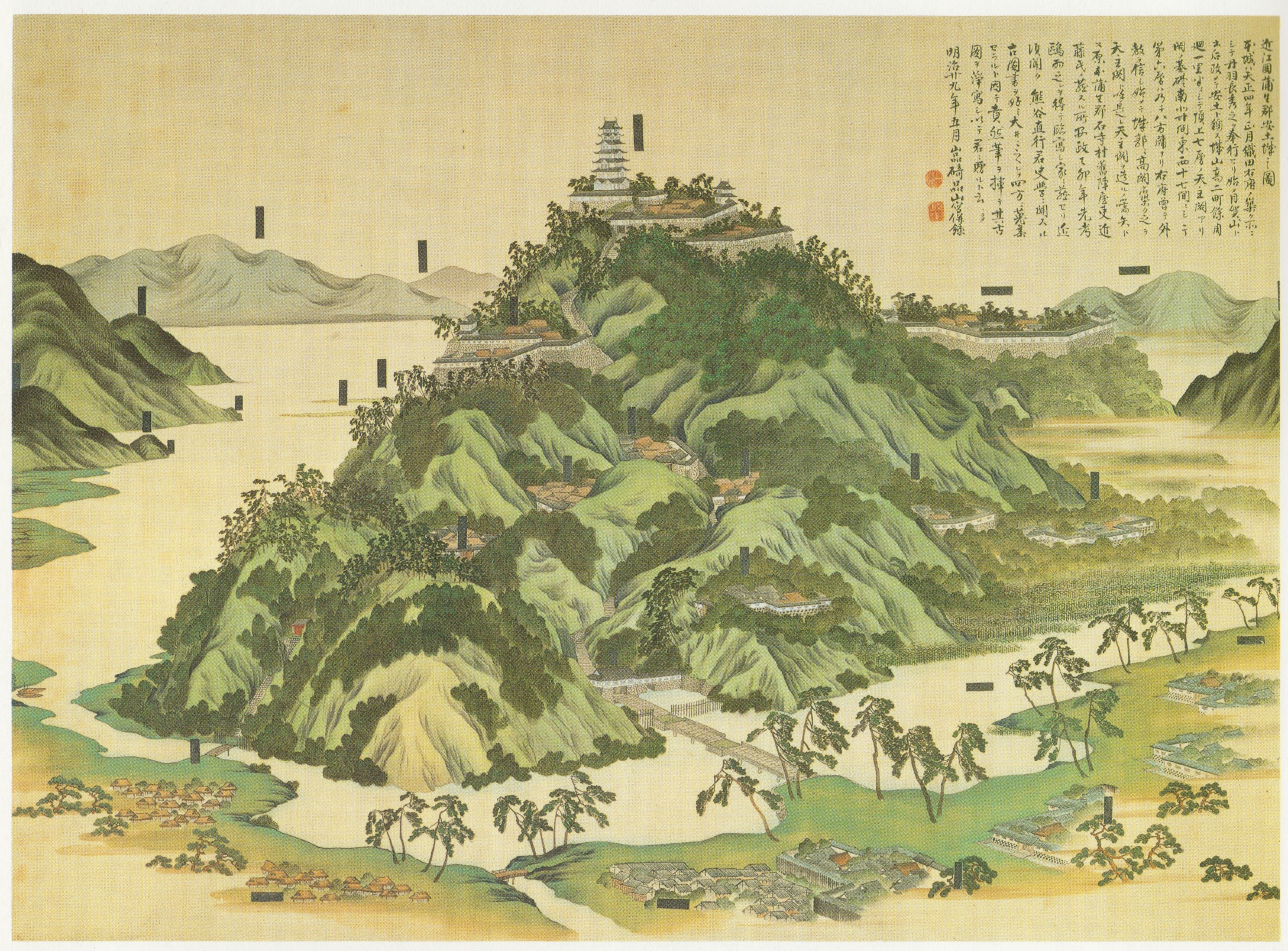
Azuchi-jō, estampe contemporaine.
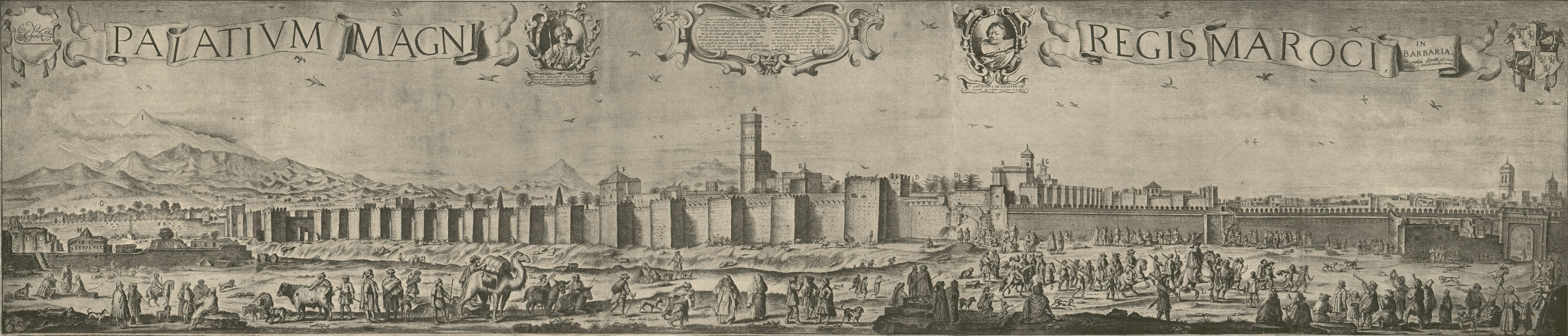
Le palais El Badi, gravure d'Adriaen Matham en 1640.

## Publications
- 1570 : I Quattro Libri dell'Architettura (Les Quatre Livres de l'architecture) [26], d'Andrea Palladio.
- 1576 : Les plus excellents bâtiments de France, recueil de gravures de l’architecte Jacques Androuet du Cerceau[27].
- 1577 : Instructionum fabricae ecclesiasticae et supellectilis ecclesiasticae libri due, traité d’architecture de Charles Borromée.

## Naissances
- 1571 : Salomon de Brosse († 9 décembre 1626)
- 28 février 1573 : Elias Holl († 6 janvier 1646)
- 15 juillet 1573 : Inigo Jones († 21 juillet 1652)

## Décès
- 8 janvier 1570 : Philibert Delorme (° vers 1510)
- 27 novembre 1570 : Jacopo Sansovino (° 2 juillet 1486)
- 30 décembre 1572 : Galeazzo Alessi (° 1512)
- 7 juillet 1573 : Giacomo Barozzi da Vignola, dit Vignole en français (° 1er octobre 1507)
- 27 juin 1574 : Giorgio Vasari (° 30 juillet 1511)
- 1576 : Gabriel Favereau (° date inconnue)
- 10 septembre 1578 : Pierre Lescot (° 1515)
- 1578 : Jean Bullant († 1510)